# 奥托·阿多
纳纳·奥托·阿多 (Nana Otto Addo ，1975年6月9日—) 是一名加纳足球領隊和前足球运动员。2024年時，他是迦納國家足球隊的主教练。 

## 生平
阿多生于西德汉堡，父母都是加纳人。他拥有双重国籍。
1991年，阿多在汉堡开始其足球運動員职业生涯。

## 国际比賽
阿多虽然生在德国，但自1999年起就為迦納國家足球隊效力。 2000年非洲國家盃上，他隨隊奪得冠軍。他還隨隊參加2006年國際足協世界盃E組。

## 教练生涯
2009年，阿多開始其教练生涯。 2013年12月，阿多成為迦納國家足球隊的首席球探。他還帶隊參加2022年卡塔爾世界杯。